# Кропоткин, Пётр Иванович
Князь Пётр Иванович Кропоткин (?—1630) — голова и воевода во времена правления Ивана IV Васильевича Грозного, Фёдора Ивановича, Бориса Годунова, Смутное время и Михаила Фёдоровича.
Из княжеского рода Кропоткиных. Сын князя Ивана Андреевича Кропоткина. Имел брата князя Никиту Ивановича, упомянутого в 1551 году сыном боярским и в 1554 году стрелецким головою, бездетен.

## Биография
В 1558-1583 годах участвовал в Ливонской войне. В 1579 году первый осадный воевода в Круцборе. В 1581-1582 годах первый осадный воевода в Черствине. В 1590 году в ходе Русско-шведской войны (1590—1595) послан воеводой в Орешек. В 1592 году, по возвращении войск из-под Выборга, назначен осадным воеводою в Орешек. В 1593 году годовал воеводой в Старой Ладоге. По челобитной, в апреле 1594 года отпущен в свой поместье. В 1598 году голова в Пскове. В 1601 году верстал поместным окладом служилых людей в Деревской пятине. В 1602 году третий, а в 1604 году второй воевода в Иван-городе.
Умер в 1630 году.

## Семья
В Славянской энциклопедии XVII век под редакцией В.В. Богуславского записано, что он был старшим сыном из трёх сыновей князя А.И. Кропоткина. По указанным в разделе Литература трём родословным книгам он был старшим сыном и имел только одного брата — князя Никиту Ивановича.
От брака с неизвестной имел детей:
- Князь Кропоткин Василий Петрович — воевода.
- Князь Кропоткин Никита Петрович — в 1606 году показан в дворянах новгородской десятни Деревской пятины.